# Восковница красная
Воско́вница кра́сная (лат. Mýrica rúbra), также известное как ямбери, восковая ягода, янгмей, ямамомо (яп. 山桃) — плодовое дерево семейства Мириковые, происходящее из Восточной Азии
Синоним: Morella rubra Lour.
Восковница красная широко культивируется в Китае в течение, как минимум, двух тысяч лет. Её культивирование сосредоточено, в основном, южнее реки Янцзы, где восковница имеет важное экономическое значение. Культивируется также в Японии и в странах Юго-Восточной Азии. Название этого растения упоминается во многих древнеяпонских поэмах.

## Описание

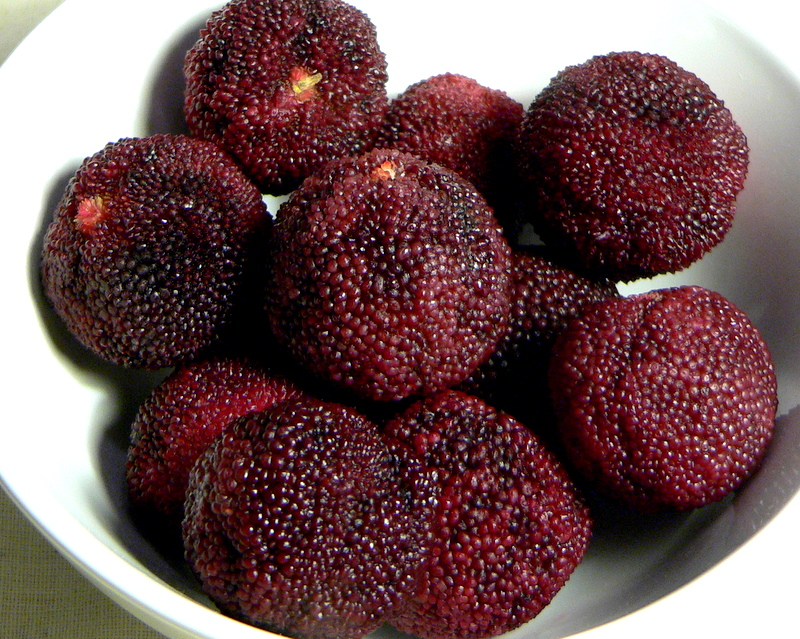
Восковница красная. Плоды

Восковница красная — двудомное растение, представляющее собой дерево высотой 10-20 м с гладкой серой корой и полусферической кроной. Она может расти на бедных кислых почвах.
Плод имеет круглую форму, диаметром 1,5-2,5 см. Сверху он покрыт плотной кожистой шероховатой красной, иногда с фиолетовым оттенком, оболочкой. Внутри содержится нежная красная сладкая мякоть с одним крупным семенем.
Состав 84 % съедобной части. На 100 г 92 кДж энергии, воды 93.6g, белки 0,8 г, жиры 0,1 г, клетчатка 0. 8 г, углеводов 4,4 г, 20 мкг каротина, ретинола 3 мкг, тиамин 0,01 мг, рибофлавин 0,05 мг, 0,3 мг ниацина, витамина С 15 мг, витамин Е 0.81 mg; 168 мг калия, натрия 0,7 mg, кальций 10 мг, магний 10 мг, железо 1.7 mg, марганец 0.43 mg, цинк 0.26 mg, меди 0.03 mg, P 9 мг, селен 0 0,43 мкг. [1]

## Использование
Плоды потребляются в свежем виде, сушатся, консервируются, сбраживаются в алкогольные напитки.
Кора дерева используется для получения красителей и лекарственных средств.